# بخش ماند
بخش ماند (به فرانسوی: Arrondissement de Mende) یک بخش در فرانسه است که در لوزر واقع شده‌است.